# Stefanie
Stefanie of Stephanie is een meisjesnaam.
Het is de vrouwelijke vorm van de voornaam Stefan, afgeleid van het Oudgriekse Stéphanos (Στέφανος), met de betekenis "krans", "kroon" ("de bekranste" of "de gekroonde"). In latere tijden werd de naam echter vooral gegeven omwille van heiligen die deze naam droegen.
Varianten van de naam zijn onder andere Stefanie, Steffanie, Stephany, Stefana, Stefani, Steffi, Stephana, Stephani, Stephi, Stephie, Steffie, Stefie, Fannie, Stef, Steffy, Steff, Steph, Teffi.

## Varianten in andere talen
- (en)  Fanny, Stephanie, Julie
- (fr)  Stéphanie, Stephine, Etiennette, Tienette
- (rm)  Steivna
- (ru)  Stepanida
- (es)  Estefania
- (it)  Stefania
- (lt)  Stepas, Steponas
- (pl)  Stefania, afgekort Stefka
- (hu)  Stefánia

## Bekende naamdraagsters

### Stefanie
- Stefanie Bouma, een Nederlandse atlete
- Stefanie Claes, een Vlaamse actrice
- Stefanie Sun, een populaire Singaporese zangeres
- Stefanie van België, een dochter van koning Leopold II en diens vrouw Maria Hendrika
- Gwen Stefani, Amerikaanse zangeres
- Stefani Germanotta, de Amerikaanse zangeres Lady Gaga

### Stephanie
- Stephanie Anseeuw
- Stéphanie Foretz
- Stephanie Forrester
- Stephanie Leonidas
- Stephanie Louwrier
- Stéphanie Meire
- Stephanie Mills
- Stéphanie de Beauharnais
- Stephanie van Hohenzollern-Sigmaringen
- Stéphanie van Monaco
- Stéphanie van Windisch-Graetz (1909-2005)
- Stéphanie van Windisch-Graetz (1939)

### Stefania
- Stefania Belmondo